# Isla Goose (Washington)
La isla Goose es una isla del archipiélago de las islas San Juan, situadas en el estrecho de Georgia. Pertenecen al Estado de Washington, Estados Unidos.
La isla posee un área de 15,334 km² y no posee habitantes, según el censo de 2000. Se encuentra entre la isla San Juan y la isla López. Desde 1975 es, junto con la isla Deadman una zona reservada. Está prohibido visitar la isla, salvo que se sea investigador de la Universidad de Washington.